# Spielervermittler
Spielervermittler, auch Spielerberater oder Spieleragent, ist nach dem einschlägigen Spielervermittler-Reglement des Weltfußballverbandes FIFA, wer regelmäßig und gegen Entgelt Spieler mit einem Verein zur Begründung eines Arbeitsverhältnisses beziehungsweise zwei Vereine zur Begründung eines Transfervertrages zusammenführt.
Spielervermittler sind weltweit tätig, seit die Entwicklung des Profisports hohe Gehälter und hohe Ablösesummen möglich gemacht hat. Zu den Sportarten gehören American Football, Golf, Baseball, Basketball, Eishockey und Fußball. In Deutschland waren 2024 1.528 Spielervermittler im Fußball tätig, die individuell unterschiedlich im Falle eines Transfers, einer Leihe oder einer Vertragsverlängerung provisioniert werden, z. B. prozentual auf die Transfersumme, prozentual vom Jahresgehalts eines Spielers, prozentual von der Ablösesumme und/oder vom Weiterverkauf eines Spielers oder ihre Provision frei verhandeln. Spielerberater hingegen übernehmen über die reine Vermittlung hinaus teilweise auch andere Beratungsaufgaben wie die Karriereplanung, Unterstützung beim Vermögensaufbau, Wahl der Versicherungen, Management von Sponsoren sowie Unterstützung und Betreuung z. B. bei der Wohnungssuche.

## Fußball in Deutschland
Für die Tätigkeit als Spielervermittler wird eine vom Weltfußballverband d. h. von der FIFA ausgestellte Spielervermittler-Lizenz benötigt. Spielervermittler können sich über die Agent Platform der FIFA registrieren lassen. Die Spielervermittlerlizenz ermächtigt den Lizenzinhaber, sich als vom Weltfußballverband FIFA-lizenzierter Spielervermittler zu bezeichnen. Voraussetzungen für den Lizenzerwerb sind u. a. ein Führungszeugnis ohne Eintragungen sowie das Bestehen einer kostenpflichtigen theoretischen Prüfung am Laptop bzw. am Notebook beim jeweiligen Nationalverband z. B. beim DFB. 
Die theoretische Spielervermittlerprüfung hat Fragen aus mehreren Regelwerken der FIFA zum Inhalt und findet weltweit zeitgleich zweimal jährlich im April und im September statt. Für die Vorbereitung ist jeder Bewerber selbst verantwortlich, deshalb und wegen des sehr umfangreichen Prüfungsstoffes bestehen regelmäßig bis zu 90 Prozent der Kandidaten die Prüfung nicht.
Wiederholungsprüfungen sind jederzeit möglich. Zur Vorbereitung auf die Spielervermittlerprüfung werden Lehrgänge angeboten. Der Kicker deckte in der Ausgabe 86 vom 25. Oktober 2010 auf, dass man die Lösungen der Prüfungsaufgaben vorab für 2000 Euro kaufen konnte. In anderen Sportarten ist das System längst nicht so international ausgerichtet. Die Spielervermittlung ist eine besondere Form der Arbeitsvermittlung, sodass sie mit den Regeln für Arbeitsvermittler der staatlichen und privaten Arbeitsvermittlung kollidiert.

## Eishockey in Deutschland
Die Deutsche Eishockey Liga und die DEL2 vergeben Lizenzen an Spielervermittler, die neben den Vertragsabschlüssen auch für steuerliche und beraterische Tätigkeiten verpflichtet werden.

## Dokumentationen und Reportagen
- Sportschau: Hinter den Kulissen von Bundesliga-Transfers – Spielerberater-Interview auf YouTube, 2. September 2019 (Laufzeit: 45:35 min.).
- Spielerberater sind gut im Geschäft – Teil 1 | SportReportage. Teil 2. In: YouTube.com. sportstudio, Februar 2020.
- Manu Thiele: Spielerberater – Nur geldgeil oder Talentförderer?! auf YouTube, 29. Juli 2021 (Laufzeit: 13:41 min.).
- Das Geschäft mit dem Fußball: Die Machenschaften der Spielerberater | Sportschau. In: YouTube.com. Sportschau (Sport Inside), 24. Februar 2022, archiviert vom Original am 1. März 2022.
- Frontal: Spielerberater: Darum ist ihr Ruf so schlecht – Nico Heymer | 4 Gründe auf YouTube, 30. August 2022 (Laufzeit: 10:38 min.).
- ZDF Magazin Royale: Geschäftsmodell Spielerberater: Miese Maschen, mega Millionen – Die Player hinter den Spielern auf YouTube, 11. November 2022 (Laufzeit: 23:25 min.).